# Boulevard du Montparnasse
Boulevard du Montparnasse je bulvár v Paříži, kde tvoří hranice mezi 6., 14. a 15. obvodem. Bulvár je známý svými restauracemi a biografy.

## Poloha
Bulvár spojuje náměstí Place Léon-Paul-Fargue, kde na něj navazuje Boulevard des Invalides a Place Camille-Jullian, odkud pokračuje Boulevard de Port Royal. Ulice je orientována zhruba od západu na východ.

## Historie
Bulvár je pojmenován po návrší, které se rozkládalo v prostoru dnešního náměstí Place Pablo-Picasso. Tento kopec se v 17. století nazýval hora Parnas (fr. Mont Parnasse), kde podle řecké mytologie sídlily múzy. Název mu ironicky přisoudili studenti z nedaleké Latinské čtvrti, kteří na jeho vrcholku recitovali verše. Kopec byl srovnaný se zemí při stavbě bulváru v polovině 18. století.

## Významné stavby
- Kostel Notre-Dame-des-Champs
- V domě č. 73 se nachází kino Le Bretagne, jedno z největších v Paříži.
- V domě č. 162 žil spisovatel Romain Rolland (1866-1944)
- V domě č. 139 žil až do své smrti malíř François-Louis Français (1814-1897)
- Na bulváru jsou slavné pivnice jako Closerie des Lilas, La Coupole, La Rotonde, Le Select.